# Chionogenes drosochlora
Chionogenes drosochlora là một loài bướm đêm thuộc họ Yponomeutidae. Nó được tìm thấy ở Úc.